# Mroczny rycerz (serial telewizyjny)
Mroczny rycerz (ang. Dark Knight, 2000–2002) – brytyjsko-nowozelandzki serial przygodowy fantasy w reżyserii Terry'ego Marcela.  Serial jest adaptacją powieści Waltera Scotta pt. Ivanhoe.
Światowa premiera serialu miała miejsce 1 lipca 2000 roku na kanale Channel Five. Ostatni odcinek został wyemitowany 10 lutego 2002 roku. W Polsce serial nadawany był dawniej na kanale TVP2 oraz Tele 5.

## Obsada
- Ben Pullen jako Ivanhoe
- Charlotte Comer jako Rebecca
- Peter O’Farrell jako Odo
- Cameron Rhodes jako książę Jan
- Todd Rippon jako Falco
- Desmond Kelly jako Fingal

## Spis odcinków
| N/o            | Tytuł polski               | Tytuł angielski        |
| -------------- | -------------------------- | ---------------------- |
|                |                            |                        |
| SERIA PIERWSZA |                            |                        |
|                |                            |                        |
| 01             |                            | Dark Knight            |
| 02             |                            | Dark Knight            |
|                |                            |                        |
| 03             |                            | Marjan the Magnificent |
|                |                            |                        |
| 04             | Król puszczy               | King of the Woods      |
|                |                            |                        |
| 05             | Miecz ostatecznej wyroczni | Ultimate Sword         |
|                |                            |                        |
| 06             | Zaklęcie                   | Spellbound             |
|                |                            |                        |
| 07             | Mistrz gry                 | Games Master           |
|                |                            |                        |
| 08             | Opętanie                   | Possessor              |
|                |                            |                        |
| 09             | Morderca                   | Deadly Assassin        |
|                |                            |                        |
| 10             | Złoty ptak                 | Golden Bird            |
|                |                            |                        |
| 11             | Słowiczek                  | Dragon Singer          |
|                |                            |                        |
| 12             | Król elfów                 | High Elf               |
|                |                            |                        |
| 13             | Skradzione dusze           | Stolen Souls           |
|                |                            |                        |
| SERIA DRUGA    |                            |                        |
|                |                            |                        |
| 14             | Kościarz                   | Boneman                |
|                |                            |                        |
| 15             | Lalkarz                    | Puppet Master          |
|                |                            |                        |
| 16             | Potępieniec                | Damned                 |
|                |                            |                        |
| 17             | Szpon perswazji            | The Claw               |
|                |                            |                        |
| 18             | Czarne drzewo              | Black Tree             |
|                |                            |                        |
| 19             | Kha                        | Kha                    |
|                |                            |                        |
| 20             |                            | Stormguard             |
|                |                            |                        |
| 21             | Demony                     | Shadowraiths           |
|                |                            |                        |
| 22             |                            | Streng                 |
|                |                            |                        |
| 23             | Rycerz gromu               | Thunderknight          |
|                |                            |                        |
| 24             | Skorpion                   | Scorpion               |
|                |                            |                        |
| 25             | Kamienny bóg               | Stonegod               |
|                |                            |                        |
| 26             |                            | Shameer                |
|                |                            |                        |